# Babutxa

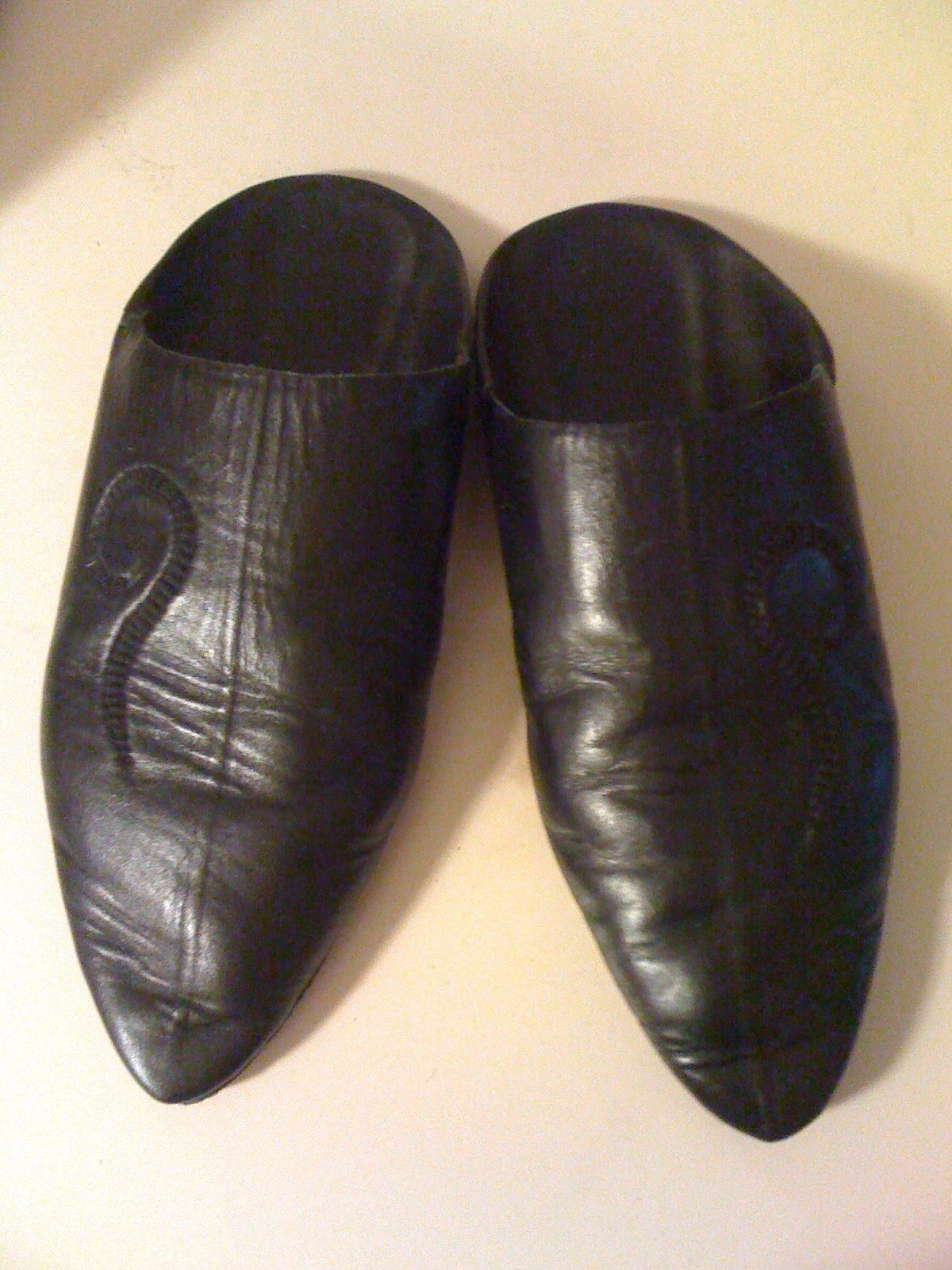
Babutxes marroquines tenyides de negre.

Les  babutxes  són un tipus de calçat típic del món àrab.
Consisteixen en una sabatilla lleugera oberta pel taló i acabada en punta. Les babutxes són pròpies tant d'homes com de dones. Es confeccionen en cuir o en plàstic i es presenten en gran varietat de dissenys i decoracions: amb lluentó, ratllades, de colors, etc. Les babutxes són un típic producte d'artesania d'alguns països com Marroc on hi ha un gran tradició en tasques de marroquineria.
Les babutxes es poden adquirir en gran varietat de dissenys en els socs de les principals ciutats.
A la península, es porten com a part de les disfresses d'àrab, per exemple en les representacions de moros i cristians que se celebren al País Valencià.